# Indulf al Scoției
Ildulb mac Causantín, cunoscut sub numele de Indulf (n. secolul al X-lea d.Hr. – d. 962 d.Hr., Cullen⁠(d), Banffshire, Scoția, Regatul Unit) a fost regele Scoției din 954 până în 962. A fost fiul lui Constantin al II-lea iar mama sa este posibil să fi fost fiica Contelui Eadulf I de Bernicia, care a fost exilat în Scoția.
John de Fordun și alții credeau că Indulf a fost rege al Strathclyde în timpul domniei prodecesorului său, bazat pe înțelegerea lor, aceea că Regatul Strathclyde devenise o parte a Regatului Alba în 940. Acest lucru nu a fost acceptat.
Cronica Regilor din Alba spune că regiunea identificată a fi Edinburgh, a fost evacuată și abandonată scoțienilor până în ziua de azi. Acest lucru indică faptul că Lothian sau o mare parte din ea a trecut sub puterea lui Indulf la acea vreme. Cu toate acestea, cucerirea Lothian este posibil să fi fost mai degrabă un proces decât un eveniment, iar frontiera dintre terenurile regilor Alba și Bernicia să fi fost în sud sau est de Edinburgh, cu mult înainte de domnia lui Indulf.
Moartea lui Indulf este raportată de către Cronicile Scotorum în 962, iar Cronicile Regilor din Alba adaugă faptul că el a fost ucis în lupta cu vikingii, lângă Cullen, în bătălia de la Bauds. Profeția Berchán susține că el a murit în casa aceluiaș apostol sfânt unde a murit și tatăl său, fiind la mănăstirea St. Andrei. A fost îngropat la Iona.
Indulf a fost urmat la tron de Dubh, fiul prodecesorului său. Fii lui, Culen și Amlaíb au devenit regi mai târziu. Eochaid, cel de-al treilea fiu, a fost ucis împreună cu Culen de către oamenii din Strathclyde în 971.